# Olle Ericsson
Olof Charles Ericsson (ur. 1 czerwca 1890 w Kumli, zm. 25 lipca 1950 w Örebro) – szwedzki strzelec, medalista olimpijski.
Olof („Olle”) Ericsson w swojej karierze wziął udział w dwóch Igrzyskach Olimpijskich, w 1920 roku w Antwerpii i w 1924, w Paryżu. W Antwerpii zdobył brązowy medal w drużynie, razem z Walfridem Hellmanem, Moritzem Erikssonem, Hugonem Johanssonem i Leonem Lagerlöfem. Uzyskał najlepszy wynik w drużynie – 54 punkty. W Paryżu nie udało mu się zdobyć żadnego medalu, indywidualnie był 14 i 26, a jego drużyna zajęła dopiero 7. miejsce.
Zdobył ponad 30 medali na mistrzostwach świata.